# سرا دا استرلا
سرا دا استرلا (انگلیسی: Serra da Estrela) (ت.ت. 'کوه ستاره') بلندترین رشته‌کوه در خاک اصلی پرتغال است. این رشته‌کوه همراه با سرادا لوزا، بخش غربی‌ترین از مجموعه سیستم مرکزی (Sistema Central) را تشکیل می‌دهد و یکی از مرتفع‌ترین نواحی این سامانه نیز هست. بلندترین نقطه در این منطقه، توره نام دارد که ارتفاع آن به ۱۹۹۳ متر از سطح دریا می‌رسد؛ هرچند این نقطه، قلهٔ مشخصی نیست بلکه بلندترین نقطه در یک فلات است و ویژگی منحصربه‌فرد آن، امکان دسترسی با جاده آسفالت است. این نقطه از نظر برجستگی توپوگرافی ۱۲۰۴ متر بلندی دارد.
این رشته‌کوه در میان شهرستان‌های سئیا، مانتِیگاش، گوویا، گوآردا و کوویلیا قرار دارد، حدود ۱۰۰ کیلومتر طول و در عریض‌ترین نقطه ۳۰ کیلومتر پهنا دارد. ساختار اصلی آن از یک پشته گرانیتی بزرگ تشکیل شده که زمانی مرز جنوبی کشور را شکل می‌داده است.

## رودخانه‌ها
سه رودخانه در سرادا استرلا سرچشمه می‌گیرند: رود موندگو (بلندترین رود کاملاً پرتغالی)، رود ززر (از شاخه‌های تاگوس) و رود آلوای (شاخه‌ای از موندگو).

## پارک طبیعی
این رشته‌کوه بخشی از پارک طبیعی سرادا استرلا است و امکانات اسکی در تفریحگاه لوریگا، سئیا ارائه می‌شود.

## سگ سرادا استرلا
سگ سرادا استرلا (Cão da Serra da Estrela) نژادی از سگ‌های نگهبان دام است که نام خود را از این منطقه گرفته است.

## گوسفند و پنیر
پنیر سرادا استرلا نوعی پنیر نرم و کهنه‌پذیر با قدمت بیش از ۲۰۰۰ سال است که از کنگرفرنگی، شیر خام گوسفند و نمک تهیه می‌شود. گوسفندان بومی «بردالیرا» نیز برای پشمشان ارزشمندند.

## آشپزی
خوراک‌های منطقه شامل ساردین شیرین پخته‌شده در نان و آب‌پز زرشک‌دار، انواع گوشت دودی و سوسیس سنتی مانند سوسیس گزنه (alheira de urtiga) است. با وجود جمعیت اندک یهودیان، این منطقه به مرکز خوراک کوشر بدل شده و تولیدکنندگان محلی نسخه‌های کوشر روغن زیتون، شراب و پنیر تولید کرده‌اند.

## سد کاووآو دوس کنشوس
در این رشته‌کوه سامانه برق‌آبی فعالی وجود دارد که بخشی از آن سد کاووآو دوس کنشوس است. این سد با ساختار قیفی‌شکل، در سال ۱۹۵۵ برای انحراف جریان آب از ریبیرا داس ناوش به لاگوا کومپریدا ساخته شد.

## تاریخ، افسانه‌ها و اسطوره‌ها
در فصل ۴۱ کتاب موبی دیک به کوه استرلا اشاره شده است، با افسانه‌ای دربارهٔ دریاچه‌ای که بقایای کشتی‌ها در آن پدیدار می‌شدند. باستان‌شناسی منطقه نشان داده که در دوران نوسنگی، کوچ‌نشینی فصلی، شکار، گردآوری میوه و پرورش گوسفند و بز در این منطقه رایج بوده است. خرسنگ‌های ناحیه موندگو به‌گونه‌ای چیده شده‌اند که نمایی از این رشته‌کوه از درون آن‌ها دیده می‌شود و طلوع دبران (ستاره صورت فلکی گاو) از پشت کوه در اواخر آوریل/اوایل مه، احتمالاً نشانه‌ای برای آغاز کوچ به ارتفاعات تابستانی بوده است؛ روایتی که با اسطوره‌های محلی دربارهٔ منشأ نام «کوه ستاره» همخوانی دارد.